# Moritz Fischer (Historiker)
Moritz Fischer (* 1995) ist ein deutscher Neuzeithistoriker und Autor.

## Leben und Wirken
Moritz Fischer wurde 1995 geboren. Von 2014 bis 2019 studierte er an der Ludwig-Maximilians-Universität München Geschichte und im Nebenfach Rechtswissenschaften. Daneben war schon während der Studentenzeit ab 2015 am DFG-Projekt Kritische Online-Edition der Tagebücher Michael Kardinal von Faulhabers (1911–1952), zuletzt von 2020 bis 2022 als Wissenschaftlicher Mitarbeiter an der Westfälischen Wilhelms-Universität Münster. 2020 begann er seine Promotion über die Partei der Die Republikaner von ihren Anfängen 1983 bis zum Ausscheiden von Franz Schönhuber 1994 bei Andreas Wirsching am Institut für Zeitgeschichte. Diese schloss er 2023 ab und ist seitdem an der RWTH Aachen tätig.
Für seine Promotion erhielt er den Hans-Rosenberg-Gedächtnispreis der Friedrich-Ebert-Stiftung.

## Veröffentlichungen (Auswahl)
- Zwangssterilisation und "Euthanasie" in Landshut: das Erbgesundheitsgericht Landshut und die Opfer der nationalsozialistischen "Euthanasie"-Morde, Stadtarchiv Landshut, 2018, ISBN 978-3-927612-38-9
- Die Republikaner: die Geschichte einer rechtsextremen Partei 1983–1994, Göttingen, Wallstein-Verlag, 2024, ISBN 978-3-8353-5778-5